# Şahan Gökbakar
Şahan Gökbakar, född 22 oktober 1980 i İzmir, Turkiet, är en turkisk komiker och skådespelare. Han är känd i Turkiet som Recep İvedik. Han har huvudrollen i alla Recep İvedik-filmerna.
Han började sin skolkarriär i Ankara, och avslutade sina gymnasiestudier. Han var färdig med sin utbildning i samhällsvetenskap under åren 1997-1998 i Middle East Technical College. År 1998 började han på Bilkent Universitetet, institutionen för musik, scenkonst och teater. Av 350 personer som skulle komma in var han in på fjärde plats. År 2002 tog han examen.
Hans far, Osman Selçuk Gökbakar, omkom i en bilolycka 22 oktober 1988, på Şahans åttonde födelsedag.

## Filmografi
- 2008 – Recep İvedik
- 2009 – Recep İvedik 2
- 2010 – Recep İvedik 3
- 2018 – Kayhan